# Паново (Благовещенский район)
Паново — исчезнувший посёлок в Благовещенском районе Алтайского края. Располагался на территории современного Шимолинского сельсовета.

## География
Паново находилось в двух километрах от с. Шимолина по левую сторону реки Кулунды.
По селу проходила одна улица, по обе стороны которой находились дома.

## История
Основана в 1802 году раскольниками из деревни Панова, что на реке Касмале, Василием, Яковом и Макаром Пановыми и жителем деревни Беловой Касмалинской волости Филиппом Орловым.(ГААК ф.1, оп.2, д. 1216, л.л. 77-78).
Ликвидировано в 1973 году.

## Население
Согласно плану деревни Пановой Нижне-Кулундинской волости, составленному в 1850-х годах, в деревне было 16 домов на 70 жителей обоих полов. 
К моменту своего слияния с деревней Шимолина Панова насчитывала 33 двора, в которых проживало 155 человек, при этом половину населения составляли казахи. Свою самостоятельность Паново вновь приобрела уже после революции, получив статус выселка, то есть поселка на новом месте, выделившегося из другого селения.
К 1926 году в выселке проживало 239 человек в 51 дворе.

## Инфраструктура
Деревня входила в колхоз «Крестьянка». Действовала школа.